# Linear Motor Girl
Linear Motor Girl è un singolo discografico del girl group giapponese Perfume, pubblicato nel 2005.

## Tracce
- CD

1. Linear Motor Girl (リニアモーターガール) – 4:06
2. Foundation (ファンデーション) – 3:55
3. Computer Driving (コンピューター ドライビング) – 4:24